# Швельм
Швельм (нім. Schwelm) — місто в Німеччині, розташоване в землі Північний Рейн-Вестфалія. Підпорядковується адміністративному округу Арнсберг. Входить до складу району Еннепе-Рур.
Площа — 20,5 км2. Населення становить 28 590 ос. (станом на 31 грудня 2020).